# Potamonautes unisulcatus
Potamonautes unisulcatus é uma espécie de crustáceo da família Potamonautidae.
Pode ser encontrada nos seguintes países: Sudão, Tanzânia e Uganda.